# Liste des îles Lofoten
Cet article recense les îles de l’archipel des Lofoten.

## Généralités
Les îles Lofoten forment un archipel de la côte norvégienne, qui s'étend entre le 67e et le 68e parallèle nord. Il comprend plusieurs centaines d'îles et d’îlots qui couvrent 1 227 km2.
Du nord-est au sud-ouest, les îles principales de l'archipel sont :
- Hinnøya (2 204,7 km2, mais seule la pointe sud fait partie de la commune de Vågan dans les Lofoten, le reste faisant partie de l'archipel des Vesterålen) ;
- Austvågøya (526,7 km2, mais à moitié sur la commune de Hadsel dans l'archipel des Vesterålen) ;
- Årsteinen (10,5 km2) ;
- Stormolla (34,4 km2) ;
- Litlmolla (10 km2) ;
- Skrova ;
- Gimsøya (46,4 km2) ;
- Vestvågøya (411,1 km2) ;
- Flakstadøya (109,8 km2) ;
- Moskenesøya (185,9 km2) ;
- Mosken (1,4 km2) ;
- Værøya (17 km2) ;
- Røstlandet (3,6 km2).

La liste suivante classe les îles suivant les communes auxquelles elles appartiennent.

## Liste

### Vågan
La commune de Vågan comprend les îles suivantes :
- Årsteinen ;
- Austvågøya (moitié sud-ouest, également sur Hadsel) ;
- Bindingsøya ;
- Bjørnøya ;
- Engøya ;
- Gimsøya ;
- Gulbrandsøya ;
- Heimerøya ;
- Hinnøya (pointe sud, également sur Hadsel et Lødingen) ;
- Kjeøya ;
- Kjepsøya ;
- Lille Molla ;
- Lyngværet ;
- Rekøya ;
- Risøya ;
- Risvær ;
- Rødholmen ;
- Sandøya ;
- Sagøya ;
- Skinøya ;
- Skjoldvær ;
- Skrova ;
- Slokøya ;
- Steinsøya ;
- Storøya ;
- Stormolla ;
- Vestværet ;

### Vestvågøy
La commune de Vestvågøy comprend les îles suivantes :
- Æsholman ;
- Æsøya ;
- Bjørnarøya ;
- Borgvær ;
- Brandsholmen ;
- Døløya ;
- Hestøya ;
- Kjeøya ;
- Lanstranda ;
- Nesjeøyan ;
- Sandøya ;
- Skokkelvikøyan ;
- Svinøya ;
- Tåa ;
- Vestvågøy ;

### Flakstad
La commune de Flakstad comprend les îles suivantes :
- Blomsterøya ;
- Buøya ;
- Flakstadøya ;
- Flatholmen ;
- Geitøya ;
- Grimsholmen ;
- Jusholmen ;
- Kråka ;
- Krystadøya ;
- Kunndalen ;
- Lamholmen ;
- Leiholman ;
- Leiholmen ;
- Litllamholmen ;
- Moholman ;
- Moskenesøya (également sur Moskenes)
- Øya ;
- Prestholmen ;
- Revsholmen ;
- Sandøya ;
- Storlmanholmen ;
- Storsoløya ;
- Straumøya ;
- Torvøya ;

### Moskenes
La commune de Moskenes comprend les îles suivantes :
- Amundholmen ;
- Avløysa ;
- Flesa ;
- Grasholmen ;
- Grasholmflua ;
- Hella ;
- Hermannsdalsflesa ;
- Kjeholmen ;
- Krykkjeholmen ;
- Lamholmen ;
- Langflesa ;
- Moklakkan ;
- Moskenesøya (également sur Flakstad)
- Nipingen ;
- Nordhlmen ;
- Rødøya ;
- Rundflesa ;
- Sørholmen ;
- Steinflesa ;
- Stokkvikflesa ;
- Stokkvikholmen ;
- Archipel de Reine et Hamnøya :
  - Andøya ;
  - Einsteinen ;
  - Flatskjeret ;
  - Korten ;
  - Langskjeret ;
  - Lilandholmen ;
  - Olnilsøya ;
  - Purka ;
  - Rundkulten ;
  - Sakrisøya ;
  - Skarven ;

### Værøy
La commune de Værøy comprend les îles suivantes :
- Aurholmen ;
- Buholman ;
- Lamholmen ;
- Langrumpholmen ;
- Mosken ;
- Skarvholman ;
- Theldholmen ;
- Værøy ;

### Røst
La commune de Røst comprend les îles suivantes :
- Ellevsnyken ;
- Hærnyken ;
- Heggelvær ;
- Melholmen ;
- Røstlandet ;
- Sandholmen ;
- Sandøya ;
- Sandøyra ;
- Skomvær fyr ;
- Staven ;
- Stavøya
- Litl-Stavøya
- Storfjellet ;
- Trenyken ;
- Vedøya ;
- Vestskjerholmen ;
- Ramnnakkan ;
- Litlhamklakken ;
- Skauholmen ;
- Halmholmen ;
- Kobbholmen ;
- Blomskjeret ;
- Svartskjeret ;
- Slumpskjeret ;
- Langskjeret ;
- Store Brattskjeret ;
- Litle Brattskjeret ;
- Andbakkskjeret ;
- Store Brattklakken ;
- Litle Brattklakken ;
- Sørlåtra (Stor-Låtra) ;
- Nordlåtra (Litl-Låtra) ;
- Målskjeret ;
- Eggeløysa ;
- Froen.